# Mohammad Mahfizur Rahman
Mohammad Mahfizur Rahman (bengalisch মাহফিজুর রহমান সাগর Māhaphijur Rahamān Sāgar; * 15. Mai 1993 in Pabna) ist ein ehemaliger bangladeschischer Schwimmer.
Er trat bei den Olympischen Jugend-Sommerspielen 2010 in Singapur, den Olympischen Sommerspielen 2012 in London und 2016 in Rio de Janeiro an und zwei Mal bei den Südasienspielen (2004, 2006), wo er mehrere Medaillen gewann. Außerdem nahm er an den Schwimmweltmeisterschaften 2017 (Budapest) und den Kurzbahnweltmeisterschaften 2018 (Hangzhou) teil.

## Sport
In den Wettbewerben über 50 m Freistil kam er 2010 auf Rang 29, 2012 auf Rang 39 und 2016 auf Rang 54. Außerdem war er Fahnenträger bei der Parade of Nations 2012 (Eröffnungsfeier).

## Karriere
Rahman hat einen Abschluss in Geschichte der Jahangirnagar University. Er ist bei der im Dienst der Bangladesh Navy.
Er gilt als einer der besten Freistil-Schwimmer in Bangladesch und ist derzeit Trainer für Schüler der American International School in Dhaka.